# Charles Stansfeld Jones

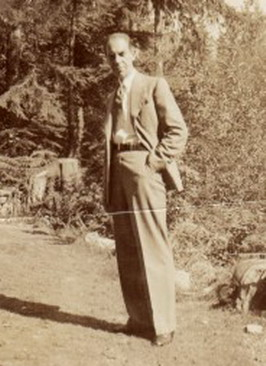
Charles Stansfeld Jones (1886–1950), aka Frater Achad

Charles Robert Stansfeld Jones (* 2. April 1886 in London; † 1950), auch bekannt als Frater Achad, war ein Okkultist und Buchautor. Er war ein früher Anwärter des A⸫A⸫ und als Neophyt beanspruchte er den Grad eines Magister Templi. Er war Mitglied des Ordo Templi Orientis (O.T.O.) und diente als Hauptorganisator für diesen Orden in British Columbia, Kanada.

## Frühes Leben
Bevor er sich der A⸫A⸫ anschloss, beschäftigte er sich mit dem Spiritismus, wie er in den Aufzeichnungen über seinen magischen Fortschritt, A Master of the Temple, berichtet.

## Jones als das magische Kind von Aleister Crowley
Nachdem er 1909 durch Crowleys Publikation The Equinox angeregt worden war, fühlte er sich von dem erklärten Motto der A⸫A⸫ "Die Methode der Wissenschaft, das Ziel der Religion" angezogen und wurde die zwanzigste Person, die Aleister Crowleys A⸫A⸫-Orden beitrat. Jones’ Motto als Probationer war Vnvs in Omnibvs (V.I.O.), und sein betreuender Neophyt war J. F. C. Fuller (Per Ardua). Als Fuller sich später aus dem A⸫A⸫ zurückzog, übernahm Aleister Crowley die Rolle von Jones’ Oberhaupt. Jones stieg zum Neophyten auf und nahm das Motto Achad an, das er später für die meisten seiner veröffentlichten Schriften verwenden sollte und unter dem er am besten bekannt ist. Jones setzte seine Arbeit unter Crowley im Äußeren Orden von A⸫A⸫ fort, bis dieser beschloss, „8=3 zu nehmen, für den Fall, dass es das ist, was der Meister wirklich brauchte“, d. h. den Grad des Magister Templi im Dritten Orden zu beanspruchen und damit Crowleys Aufstieg zum weiteren Grad des Magus zu unterstützen, indem er dessen derzeitige Position in der A⸫A⸫-Hierarchie einnahm. Jones legte die Magister-Templi-Verpflichtung (d. h. den „Eid des Abyss“) ab und informierte darüber Crowley.
Die Nachricht war für Crowley eine tiefe Offenbarung. Neun Monate zuvor hatte er mit Sr. Hilarion (Jeanne Robert Foster) eine Reihe von sexuell-magischen Operationen durchgeführt, um ein Kind zu zeugen, offenbar ohne Erfolg. Crowley bemerkte den neunmonatigen Abstand und kam zu dem Schluss, dass Jones’ „Geburt“ als Babe des Abyss ihn als magisches Kind von Crowley und Hilarion qualifizierte. Er hieß Jones im Dritten Orden willkommen und erklärte ihn zu seinem „geliebten Sohn“. Angestachelt durch Vorschläge von Jones und beeindruckt von seinen kabbalistischen Einsichten in Thelemas Gründungswerk, dem Buch des Gesetzes (insbesondere sein Essay „Liber 31“), kam Crowley schließlich dazu, den jungen Mann als das „Kind“ und den „Einen“ anzusehen, der in dem Buch (in I:55-56 und ähnlichen Passagen) prophezeit wurde.

## Ouija-Brett
Crowley und Jones diskutierten häufig über das Ouija-Brett, und es wird oft in ihren unveröffentlichten Briefen erwähnt.
Im Laufe des Jahres 1917 experimentierte Achad mit dem Brett als Mittel zur Beschwörung von Engeln, statt von Elementarwesen. In einem Brief sagte Crowley zu Jones: „Dein Experiment mit dem Ouija-Brett macht ziemlich viel Spaß. Du siehst, dass es sehr zufriedenstellend ist, aber ich glaube, dass es mit der Übung sehr viel besser wird. Ich denke, du solltest dich an einen Engel halten und die magischen Vorbereitungen aufwändiger gestalten.“
Im Laufe der Jahre waren beide so fasziniert von dem Brett, dass sie darüber nachdachten, ihr eigenes Design zu vermarkten.
Charles Stansfeld Jones schrieb ein Buch mit dem Titel Crystal Vision through Crystal Gazing, in dem er feststellt, dass in Bezug auf das Skrying (auch Scrying gesprochen) „der Fall des Ouija-Bretts gleichermaßen auf den Kristall zutrifft.“

## Arbeit im O.T.O.
Inspiriert durch den fünften Punkt der Aufgabe eines Zelators im A⸫A⸫-System, strebte Jones von Crowley die Autorität an, die O.T.O.-Initiationsarbeit in Kanada zu beginnen. Das Ergebnis war die erste Durchführung der Mysteria-Mystica-Maxima-Grade in Nordamerika und die Gründung der British Columbia Lodge Nr. 1, in der die ursprünglichen Gründer der Agape-Loge eingeweiht wurden.
Baphomet (Aleister Crowley) verlieh Jones 1915 alle O.T.O.-Grade durch die siebte expedentiae causa. Der IX. Grad wurde Jones erst verliehen, als er in der Korrespondenz mit Crowley seine Kenntnis des Obersten Geheimnisses des Souveränen Heiligtums der Gnosis nachwies. Bei seiner Aufnahme in den Neunten Grad nahm Jones den magischen Namen Parzival an.
Jones wurde Großer Generalschatzmeister, nachdem Crowley 1918 George Macnie Cowie aus diesem Amt entfernt hatte. Zwischen Crowley und Jones kam es bald zu Meinungsverschiedenheiten über die Verwaltung der Ordensgelder, und Jones trat 1918 ganz aus dem O.T.O. aus. Crowley akzeptierte Jones’ Rücktritt jedoch nicht, und Jones wurde schließlich von Theodor Reuss zum Großmeister (X°) für Nordamerika ernannt. Jones und der deutsche Eingeweihte Heinrich Tränker waren die Großmeister, die Crowley 1925 in seiner Nachfolge im Amt des Äußeren Oberhaupts des O.T.O. bestätigten.
Jones’ Organisationsinteressen wurden vom O.T.O. nach den Anfängen der British Columbia Lodge nie beendet. Auf Crowleys späteres Ersuchen hin trat Jones vom Amt des National Grand Master General zurück. Obwohl Crowley Jones 1936 formell aus dem Orden ausschloss, betrachtete er sich dennoch bis zu seinem Tod als „Past Grand Master for the United States of America“.

## Mitwirkung in der Universellen Bruderschaft
1921 schloss sich Jones der Universellen Bruderschaft (U.B.) an, die ihren Mitgliedern auch als Integrale Gemeinschaft oder als Mahacakra-Gesellschaft (oder M.) bekannt war, je nach dem Grad ihrer Beteiligung. Diese Gruppe hatte seit mehr als einem Jahrzehnt aktiv unter Theosophen geworben, und Jones war einer von mehreren prominenten Thelemiten, die sich ihr schließlich anschlossen.
1924 leitete Jones etwa 70 Mitglieder der U.B. und schmiedete den Plan, Thelema in die U.B. als Grama oder Integrale Körperschaft zu integrieren, die einige O.T.O.- und A⸫A⸫-Materialien in „ihrer reinen Form“ weiterführen würde. Er teilte diese Idee Wilfred T. Smith mit, der zu dieser Zeit sowohl in der U.B. als auch in der A⸫A⸫ sein Untergebener war, aber Smiths Interesse an der U.B. war gering und schwand.
Annie Besant, die Leiterin der Theosophische Gesellschaft, verbot strengstens die Doppelmitgliedschaft in der U.B. Als Crowley von der Verwicklung seiner Anhänger erfuhr, prangerte er die U.B. ebenfalls an und nannte sie im Briefwechsel mit Jones einen „Schwindel“. Viele derjenigen, die unter dem Druck von Besant die Theosophische Gesellschaft in Richtung U.B. verließen, konvertierten später zum römischen Katholizismus.
Im Jahr 1928 wurde Jones selbst römisch-katholisch, ließ sich taufen und als Laie in dieser Kirche bestätigen. Etwa zur gleichen Zeit übernahm er das Amt des Mahaguru der U.B. und wurde damit zum Oberhaupt dieser Organisation. Jones hielt dieses Amt anscheinend bis zu seinem Tod inne. Nachfolger von Jones als Mahaguru wurde John P. Kowal (1900–1978).

## Persönliches Leben
Jones Frau, die er vor seiner Übersiedlung in die USA und dann nach Kanada in England heiratete, war Prudence Rubina Stansfeld Jones, geborene Wratton (1887–1981), oft als Ruby oder manchmal auch als Prue bekannt. Laut C.F. Russell, einem Mitarbeiter Crowleys, lernte Jones sie in einem Bordell kennen. Ihre Adoptivtochter war Deirdre Georgina Stansfeld Jones, besser bekannt als Dede (1912–1969). Wie die meisten Mitglieder von Jones’ British Columbia Lodge No 1 of the O.T.O. wurde Ruby Jones 1915 in den Dritten Grad (III0) aufgenommen. Anthony (Tony) Francis Stansfeld Jones (geb. 1934 - ) war ein Adoptivsohn der Familie Jones; Ruby nahm im Laufe der Jahre viele Pflegekinder auf. Da sowohl Charles als auch Rubina im Jahr 1929 der katholischen Kirche beigetreten waren, wurden die Kinder katholisch erzogen. Nach Angaben von Tony Stansfeld Jones hielten die Eltern viele Jahre lang katholische Messen in ihrem Haus in Deep Cove, North Vancouver, ab, später dann in einem örtlichen Gemeindesaal. Der Romanautor Malcolm Lowry, der von 1938 bis 1944 in der Gemeinde Maplewood Flats (heute Maplewood Flats Conservation Area) nördlich von Vancouver lebte, war ein enger Freund der Familie, und C. S. Jones half ihm bei seinen Manuskripten.
Im Jahr 1950 erkrankte C. S. Jones an einer Lungenentzündung, nachdem er sich beim Warten auf einen Bus erkältet hatte, und starb innerhalb von drei Tagen. Das gemeinsame Grab der Familie befindet sich auf dem North Vancouver Cemetery, North Vancouver, BC Canada.